# Bodø domkyrka
Bodø domkyrka (norska: Bodø domkirke) är domkyrkan i Sør-Hålogalands stift och den största kyrkan i Bodø i Nordnorge.
Kyrkan är en långhuskyrka med basilikaform, uppförd i betong i funktionalistisk stil. Den ritades  av arkitekterna Gudolf Blakstad och Herman Munthe-Kaas och stod färdig 1956. Den ersatte en äldre träkyrka från 1888 som blev förstörd i ett bombanfall 27 maj 1940, då en stor del av staden förstördes.
Domkyrkan blev kulturskyddad av Riksantikvaren den 13 augusti 2002, som en del av efterkrigsarkitekturen i Bodø. 